# Rivian R3
Rivian R3 — електричний компактний позашляховик, який вироблятиме американський виробник електромобілів Rivian.

## Огляд
Rivian R3 був представлений 7 березня 2024 року разом із позашляховим аналогом R3X і більшим позашляховиком середнього розміру R2 як модель початкового рівня компанії. Рекомендована роздрібна ціна ще не визначена, хоча згадується, що вона буде дешевшою за стартову ціну R2 (45 000 доларів).
Головний дизайнер Rivian, Джефф Хаммуд, каже, що незграбний дизайн хетчбека R3 і R3X натхненний ралійними автомобілями групи B 1980-х років, такими як Audi Quattro і Lancia Delta Integrale.

## Технічні характеристики
Rivian R3 базується на новій платформі для транспортних засобів малого та середнього розміру, що знаходиться під більшими моделями R1S та R1T. Платформа також використовується R2.
Конкретні дані про батарею та зарядку для R3 Rivian поки не розкриває. Однак компанія стверджує, що він буде пропонуватися з двома різними блоками акумуляторів, причому більший блок має радіус дії понад 300 миль (480 км). R3 відповідає північноамериканському стандарту заряджання та дозволяє використовувати комбіновану систему заряджання з адаптером. Rivian заявив, що за допомогою нерозголошеного швидкого зарядного пристрою постійного струму R3 можна зарядити з 10 % ємності акумулятора до 80 % менш ніж за 30 хвилин.
Як і щодо інших специфікацій, Rivian ще не розкрив різні рівні комплектації, з якими буде доступний R3, лише показавши, що буде три різні силові агрегати; одномоторний, двомоторний і тримоторний. Модель силової установки з трьома двигунами матиме один двигун, встановлений спереду, і ще два ззаду, і матиме час прискорення 0–60 миль/год (0–97 км/год) приблизно за 3 секунди.

## R3X
Rivian R3X — це варіант стандартної моделі R3 для відпочинку на природі. Конкретні деталі щодо R3X поки що не були розкриті від Rivian, однак він має вищу продуктивність і дорожній просвіт, ніж R3, і має інші колеса та бампери, а також унікальні двоколірні акценти по всьому транспортному засобу.